# Opuntia ficus-indica x soederstromiana
Opuntia ficus-indica x soederstromiana là một loài thực vật có hoa trong họ Cactaceae. Loài này được mô tả khoa học đầu tiên.

## Hình ảnh

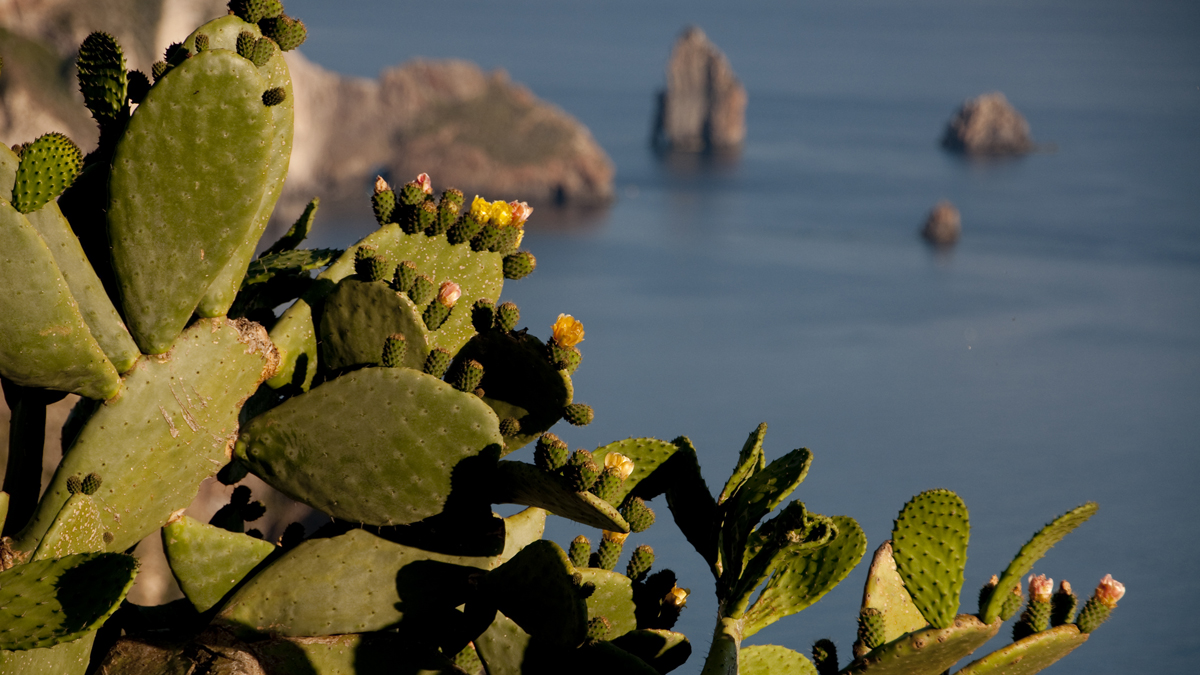
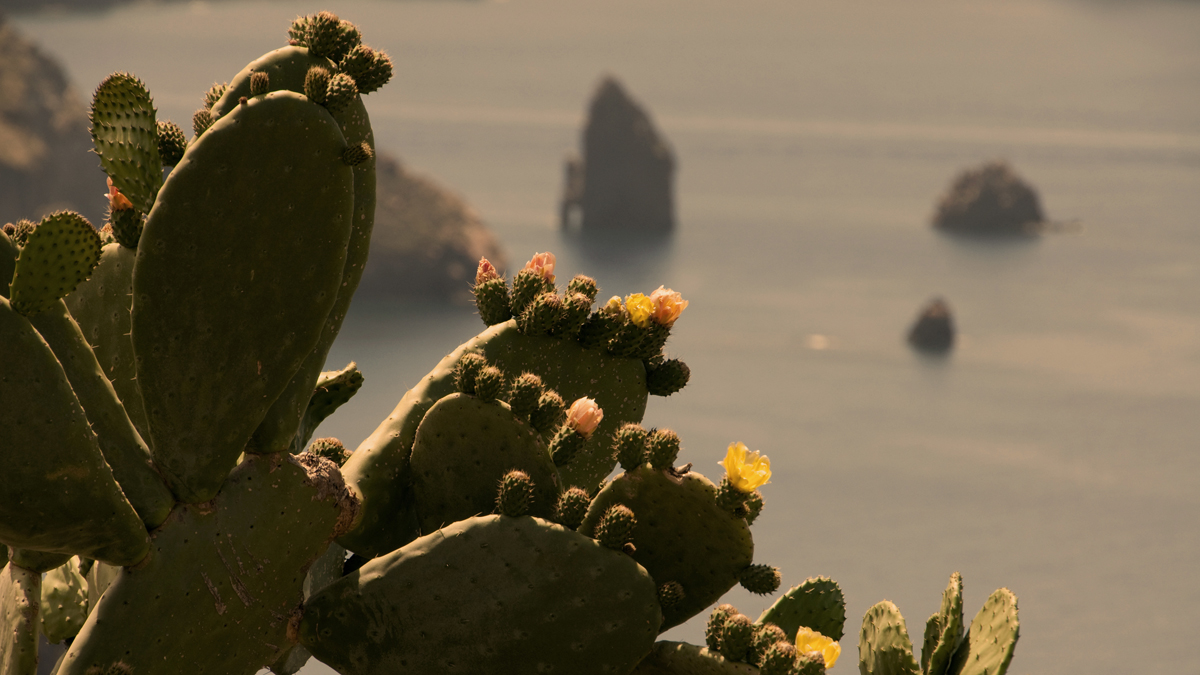
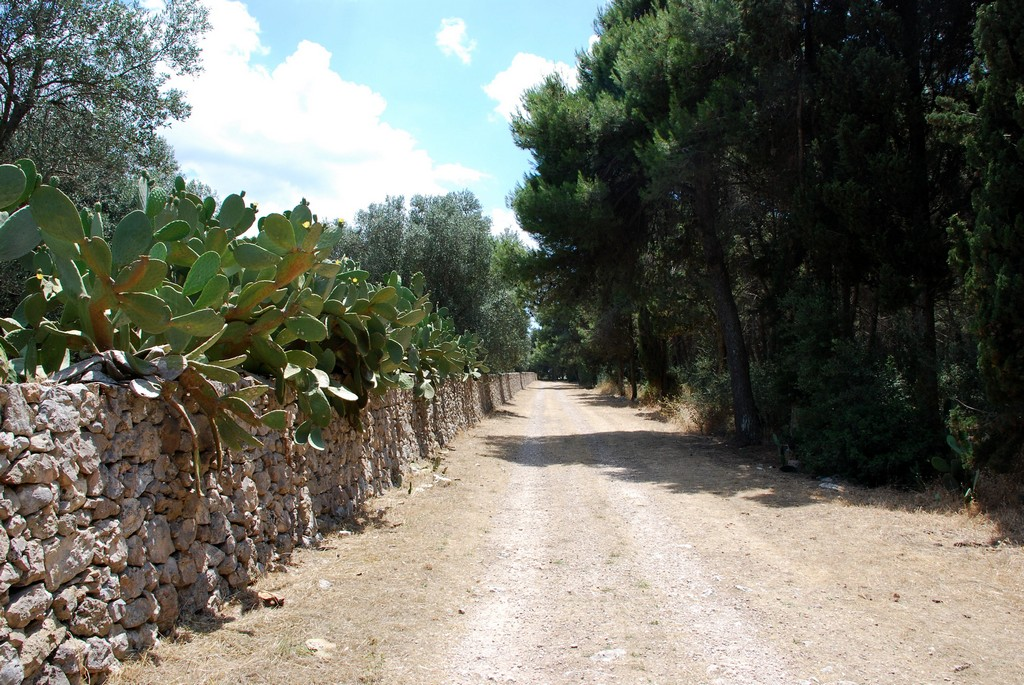
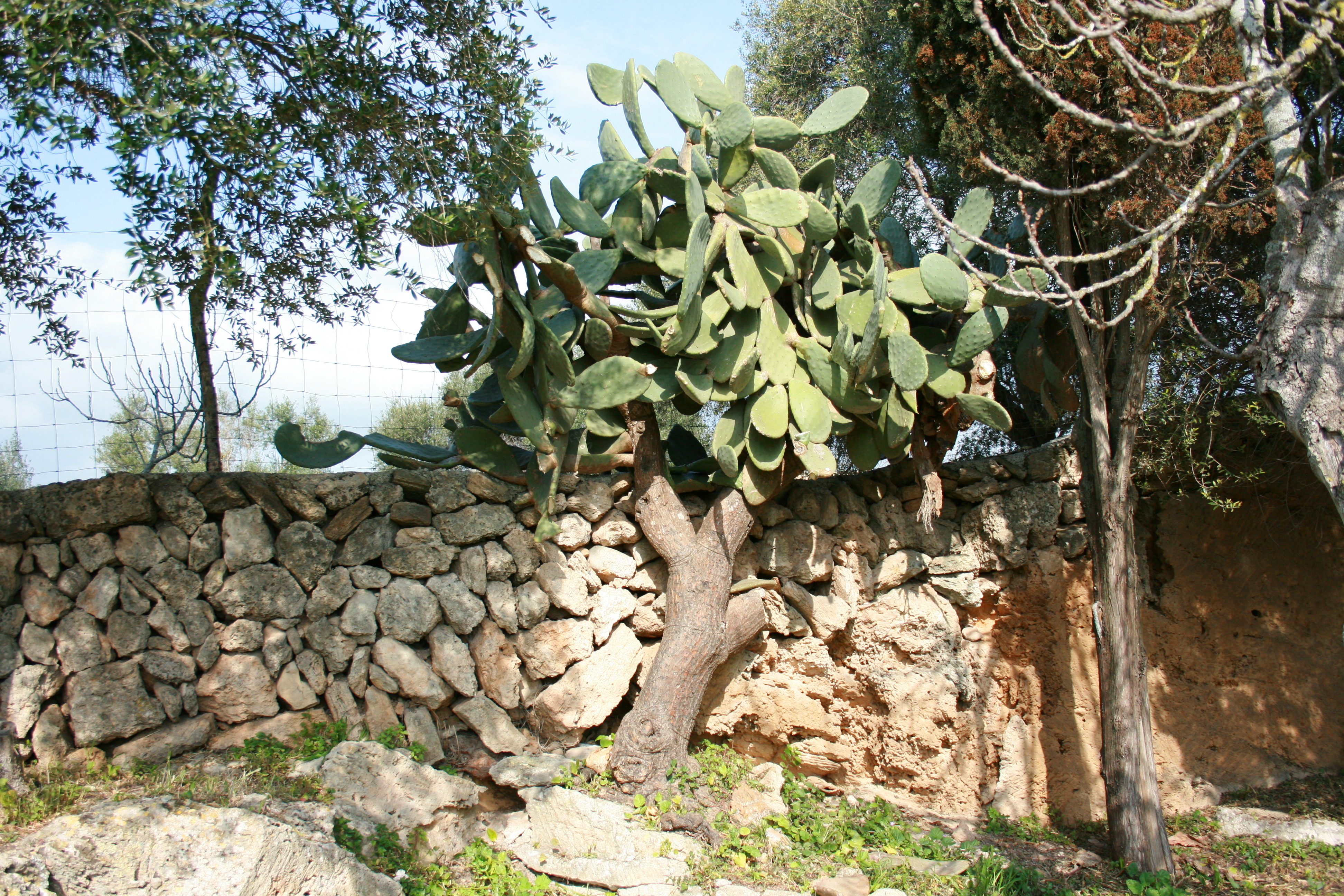